# ناوكي إيمايا
ناوكي إيمايا (باليابانية: 今矢直城) مواليد 18 يونيو 1980 في طوكيو، هو لاعب كرة قدم ياباني سابق كان يلعب كلاعب وسط.

## المسيرة الاحترافية

### أندية لعب لها
- أدلايد غالاكسي
- نادي نوشاتل زاماكس
- نادي لو تشو دي فوندز
- ماركوني ستاليونز

## روابط خارجية
- ناوكي إيمايا على موقع قاعدة بيانات كرة القدم.إي يو (الإنجليزية)
- ناوكي إيمايا على موقع Soccerway.com (الإنجليزية)
- ناوكي إيمايا على موقع عالم كرة القدم.نت (الإنجليزية)